# Armorial des localités de Hajdú-Bihar
Cette page donne les armoiries (figures et blasonnements) des localités du comitat de Hajdú-Bihar.
- Haut – A
- B
- C
- D
- E
- F
- G
- H
- I
- J
- K
- L
- M
- N
- O
- P
- Q
- R
- S
- T
- U
- V
- W
- X
- Y
- Z

## Á
| Blason de Álmosd | Blason  |                                                  |
| Blason de Álmosd | Détails | Le statut officiel du blason reste à déterminer. |

| Blason de Ártánd | Blason  |                                                  |
| Blason de Ártánd | Détails | Le statut officiel du blason reste à déterminer. |

## B
| Blason de Bagamér | Blason  |                                                  |
| Blason de Bagamér | Détails | Le statut officiel du blason reste à déterminer. |

| Blason de Bakonszeg | Blason  |                                                  |
| Blason de Bakonszeg | Détails | Le statut officiel du blason reste à déterminer. |

| Blason de Balmazújváros | Blason  |                                                  |
| Blason de Balmazújváros | Détails | Le statut officiel du blason reste à déterminer. |

| Blason de Báránd | Blason  |                                                  |
| Blason de Báránd | Détails | Le statut officiel du blason reste à déterminer. |

| Blason de Bedő | Blason  |                                                  |
| Blason de Bedő | Détails | Le statut officiel du blason reste à déterminer. |

| Blason à dessiner | Blason  |                                                  |
| Blason à dessiner | Détails | Le statut officiel du blason reste à déterminer. |

| Blason de Berettyóújfalu | Blason  |                                                  |
| Blason de Berettyóújfalu | Détails | Le statut officiel du blason reste à déterminer. |

| Blason de Bihardancsháza | Blason  |                                                  |
| Blason de Bihardancsháza | Détails | Le statut officiel du blason reste à déterminer. |

| Blason à dessiner | Blason  |                                                  |
| Blason à dessiner | Détails | Le statut officiel du blason reste à déterminer. |

| Blason de Biharnagybajom | Blason  |                                                  |
| Blason de Biharnagybajom | Détails | Le statut officiel du blason reste à déterminer. |

| Blason de Bihartorda | Blason  |                                                  |
| Blason de Bihartorda | Détails | Le statut officiel du blason reste à déterminer. |

| Blason de Bocskaikert | Blason  |                                                  |
| Blason de Bocskaikert | Détails | Le statut officiel du blason reste à déterminer. |

| Blason de Bojt | Blason  |                                                  |
| Blason de Bojt | Détails | Le statut officiel du blason reste à déterminer. |

## Cs
| Blason à dessiner | Blason  |                                                  |
| Blason à dessiner | Détails | Le statut officiel du blason reste à déterminer. |

## D
| Blason à dessiner | Blason  |                                                  |
| Blason à dessiner | Détails | Le statut officiel du blason reste à déterminer. |

| Blason de Debrecen | Blason  |                                                  |
| Blason de Debrecen | Détails | Le statut officiel du blason reste à déterminer. |

| Blason à dessiner | Blason  |                                                  |
| Blason à dessiner | Détails | Le statut officiel du blason reste à déterminer. |

## E
| Blason à dessiner | Blason  |                                                  |
| Blason à dessiner | Détails | Le statut officiel du blason reste à déterminer. |

| Blason de Egyek | Blason  |                                                  |
| Blason de Egyek | Détails | Le statut officiel du blason reste à déterminer. |

| Blason à dessiner | Blason  |                                                  |
| Blason à dessiner | Détails | Le statut officiel du blason reste à déterminer. |

## F
| Blason de Földes | Blason  |                                                  |
| Blason de Földes | Détails | Le statut officiel du blason reste à déterminer. |

| Blason à dessiner | Blason  |                                                  |
| Blason à dessiner | Détails | Le statut officiel du blason reste à déterminer. |

| Blason de Fülöp | Blason  |                                                  |
| Blason de Fülöp | Détails | Le statut officiel du blason reste à déterminer. |

| Blason à dessiner | Blason  |                                                  |
| Blason à dessiner | Détails | Le statut officiel du blason reste à déterminer. |

## G
| Blason de Gáborján | Blason  |                                                  |
| Blason de Gáborján | Détails | Le statut officiel du blason reste à déterminer. |

| Blason à dessiner | Blason  |                                                  |
| Blason à dessiner | Détails | Le statut officiel du blason reste à déterminer. |

## H
| Blason de Hajdúbagos | Blason  |                                                  |
| Blason de Hajdúbagos | Détails | Le statut officiel du blason reste à déterminer. |

| Blason de Hajdúböszörmény | Blason  |                                                  |
| Blason de Hajdúböszörmény | Détails | Le statut officiel du blason reste à déterminer. |

| Blason de Hajdúdorog | Blason  |                                                  |
| Blason de Hajdúdorog | Détails | Le statut officiel du blason reste à déterminer. |

| Blason de Hajdúhadház | Blason  |                                                  |
| Blason de Hajdúhadház | Détails | Le statut officiel du blason reste à déterminer. |

| Blason de Hajdúnánás | Blason  |                                                  |
| Blason de Hajdúnánás | Détails | Le statut officiel du blason reste à déterminer. |

| Blason à dessiner | Blason  |                                                  |
| Blason à dessiner | Détails | Le statut officiel du blason reste à déterminer. |

| Blason de Hajdúszoboszló | Blason  |                                                  |
| Blason de Hajdúszoboszló | Détails | Le statut officiel du blason reste à déterminer. |

| Blason de Hajdúszovát | Blason  |                                                  |
| Blason de Hajdúszovát | Détails | Le statut officiel du blason reste à déterminer. |

| Blason à dessiner | Blason  |                                                  |
| Blason à dessiner | Détails | Le statut officiel du blason reste à déterminer. |

| Blason de Hortobágy | Blason  |                                                  |
| Blason de Hortobágy | Détails | Le statut officiel du blason reste à déterminer. |

| Blason à dessiner | Blason  |                                                  |
| Blason à dessiner | Détails | Le statut officiel du blason reste à déterminer. |

## K
| Blason à dessiner | Blason  |                                                  |
| Blason à dessiner | Détails | Le statut officiel du blason reste à déterminer. |

| Blason à dessiner | Blason  |                                                  |
| Blason à dessiner | Détails | Le statut officiel du blason reste à déterminer. |

| Blason de Kokad | Blason  |                                                  |
| Blason de Kokad | Détails | Le statut officiel du blason reste à déterminer. |

| Blason de Komádi | Blason  |                                                  |
| Blason de Komádi | Détails | Le statut officiel du blason reste à déterminer. |

| Blason à dessiner | Blason  |                                                  |
| Blason à dessiner | Détails | Le statut officiel du blason reste à déterminer. |

| Blason de Körösszakál | Blason  |                                                  |
| Blason de Körösszakál | Détails | Le statut officiel du blason reste à déterminer. |

| Blason à dessiner | Blason  |                                                  |
| Blason à dessiner | Détails | Le statut officiel du blason reste à déterminer. |

## L
| Blason à dessiner | Blason  |                                                  |
| Blason à dessiner | Détails | Le statut officiel du blason reste à déterminer. |

## M
| Blason à dessiner | Blason  |                                                  |
| Blason à dessiner | Détails | Le statut officiel du blason reste à déterminer. |

| Blason à dessiner | Blason  |                                                  |
| Blason à dessiner | Détails | Le statut officiel du blason reste à déterminer. |

| Blason à dessiner | Blason  |                                                  |
| Blason à dessiner | Détails | Le statut officiel du blason reste à déterminer. |

| Blason à dessiner | Blason  |                                                  |
| Blason à dessiner | Détails | Le statut officiel du blason reste à déterminer. |

## N-Ny
| Blason à dessiner | Blason  |                                                  |
| Blason à dessiner | Détails | Le statut officiel du blason reste à déterminer. |

| Blason à dessiner | Blason  |                                                  |
| Blason à dessiner | Détails | Le statut officiel du blason reste à déterminer. |

| Blason à dessiner | Blason  |                                                  |
| Blason à dessiner | Détails | Le statut officiel du blason reste à déterminer. |

| Blason à dessiner | Blason  |                                                  |
| Blason à dessiner | Détails | Le statut officiel du blason reste à déterminer. |

| Blason à dessiner | Blason  |                                                  |
| Blason à dessiner | Détails | Le statut officiel du blason reste à déterminer. |

| Blason à dessiner | Blason  |                                                  |
| Blason à dessiner | Détails | Le statut officiel du blason reste à déterminer. |

| Blason à dessiner | Blason  |                                                  |
| Blason à dessiner | Détails | Le statut officiel du blason reste à déterminer. |

| Blason à dessiner | Blason  |                                                  |
| Blason à dessiner | Détails | Le statut officiel du blason reste à déterminer. |

## P
| Blason à dessiner | Blason  |                                                  |
| Blason à dessiner | Détails | Le statut officiel du blason reste à déterminer. |

| Blason à dessiner | Blason  |                                                  |
| Blason à dessiner | Détails | Le statut officiel du blason reste à déterminer. |

| Blason à dessiner | Blason  |                                                  |
| Blason à dessiner | Détails | Le statut officiel du blason reste à déterminer. |

## S-Sz
| Blason à dessiner | Blason  |                                                  |
| Blason à dessiner | Détails | Le statut officiel du blason reste à déterminer. |

| Blason à dessiner | Blason  |                                                  |
| Blason à dessiner | Détails | Le statut officiel du blason reste à déterminer. |

| Blason à dessiner | Blason  |                                                  |
| Blason à dessiner | Détails | Le statut officiel du blason reste à déterminer. |

| Blason à dessiner | Blason  |                                                  |
| Blason à dessiner | Détails | Le statut officiel du blason reste à déterminer. |

| Blason à dessiner | Blason  |                                                  |
| Blason à dessiner | Détails | Le statut officiel du blason reste à déterminer. |

## T
| Blason à dessiner | Blason  |                                                  |
| Blason à dessiner | Détails | Le statut officiel du blason reste à déterminer. |

| Blason à dessiner | Blason  |                                                  |
| Blason à dessiner | Détails | Le statut officiel du blason reste à déterminer. |

| Blason à dessiner | Blason  |                                                  |
| Blason à dessiner | Détails | Le statut officiel du blason reste à déterminer. |

| Blason à dessiner | Blason  |                                                  |
| Blason à dessiner | Détails | Le statut officiel du blason reste à déterminer. |

| Blason à dessiner | Blason  |                                                  |
| Blason à dessiner | Détails | Le statut officiel du blason reste à déterminer. |

| Blason à dessiner | Blason  |                                                  |
| Blason à dessiner | Détails | Le statut officiel du blason reste à déterminer. |

## Ú
| Blason à dessiner | Blason  |                                                  |
| Blason à dessiner | Détails | Le statut officiel du blason reste à déterminer. |

| Blason à dessiner | Blason  |                                                  |
| Blason à dessiner | Détails | Le statut officiel du blason reste à déterminer. |

| Blason à dessiner | Blason  |                                                  |
| Blason à dessiner | Détails | Le statut officiel du blason reste à déterminer. |

| Blason à dessiner | Blason  |                                                  |
| Blason à dessiner | Détails | Le statut officiel du blason reste à déterminer. |

## V
| Blason à dessiner | Blason  |                                                  |
| Blason à dessiner | Détails | Le statut officiel du blason reste à déterminer. |

| Blason à dessiner | Blason  |                                                  |
| Blason à dessiner | Détails | Le statut officiel du blason reste à déterminer. |

| Blason à dessiner | Blason  |                                                  |
| Blason à dessiner | Détails | Le statut officiel du blason reste à déterminer. |

## Zs
| Blason de Zsáka | Blason  |                                                  |
| Blason de Zsáka | Détails | Le statut officiel du blason reste à déterminer. |